# 982-й истребительный авиационный полк ПВО
982-й истребительный авиационный полк ПВО (982-й иап ПВО) — воинская часть истребительной авиации ПВО, принимавшая участие в боевых действиях Великой Отечественной войны.

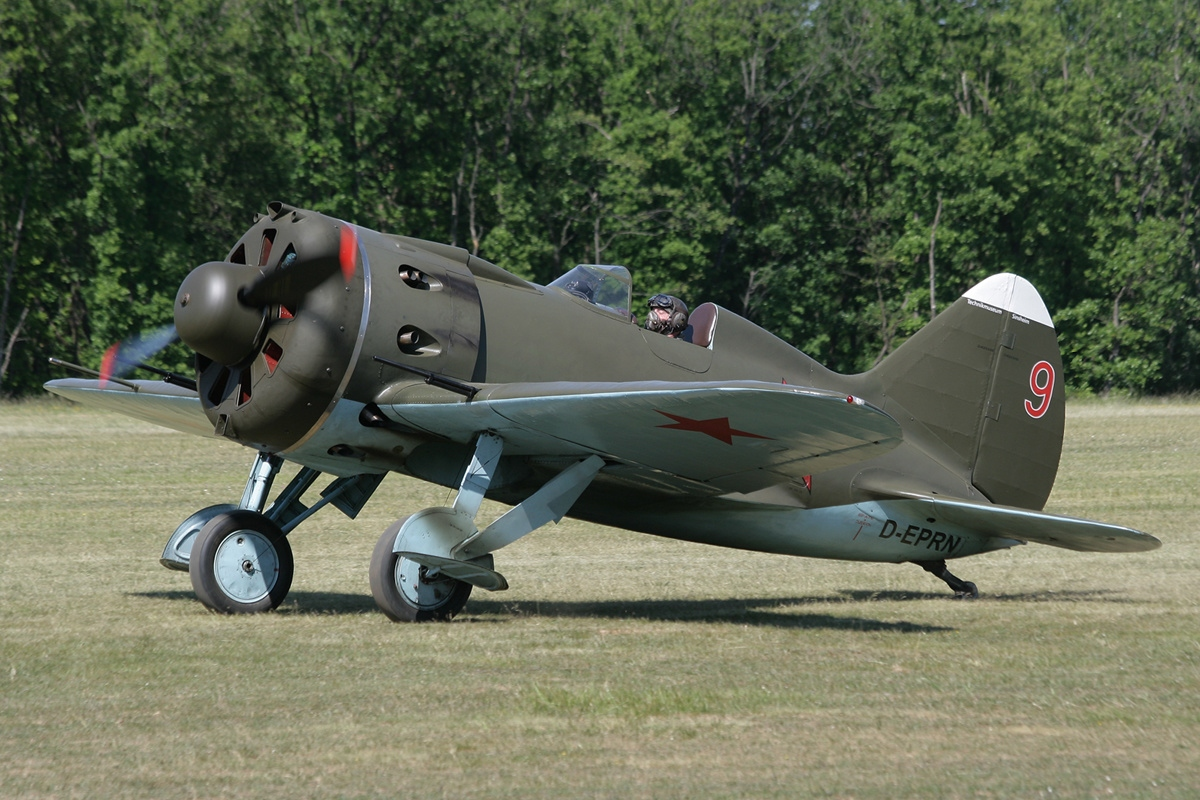
Самолет И-16. Такими самолётами полк был вооружен при формировании.

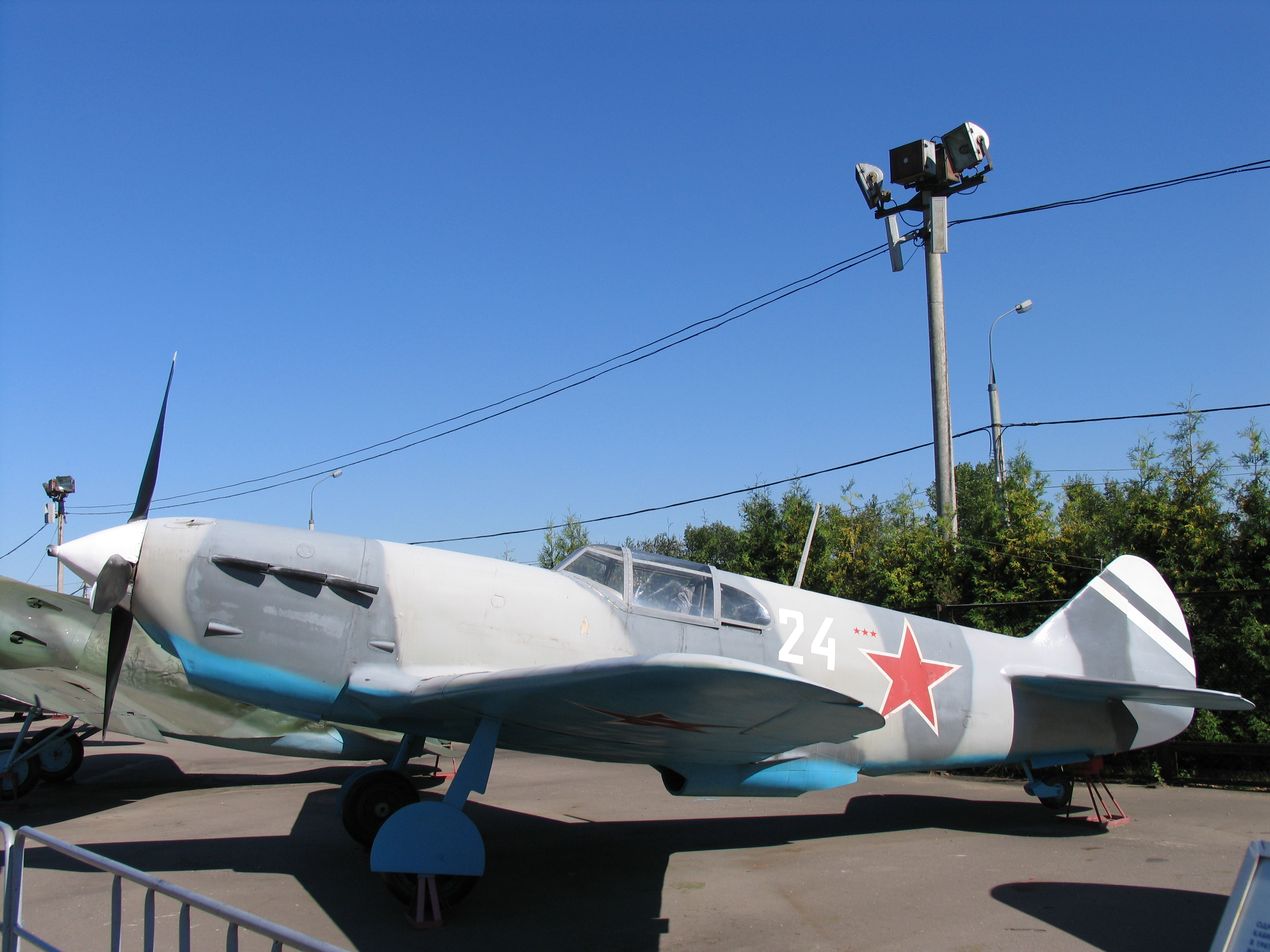
Самолет ЛаГГ-3. Такими самолётами полк был вооружен при формировании.

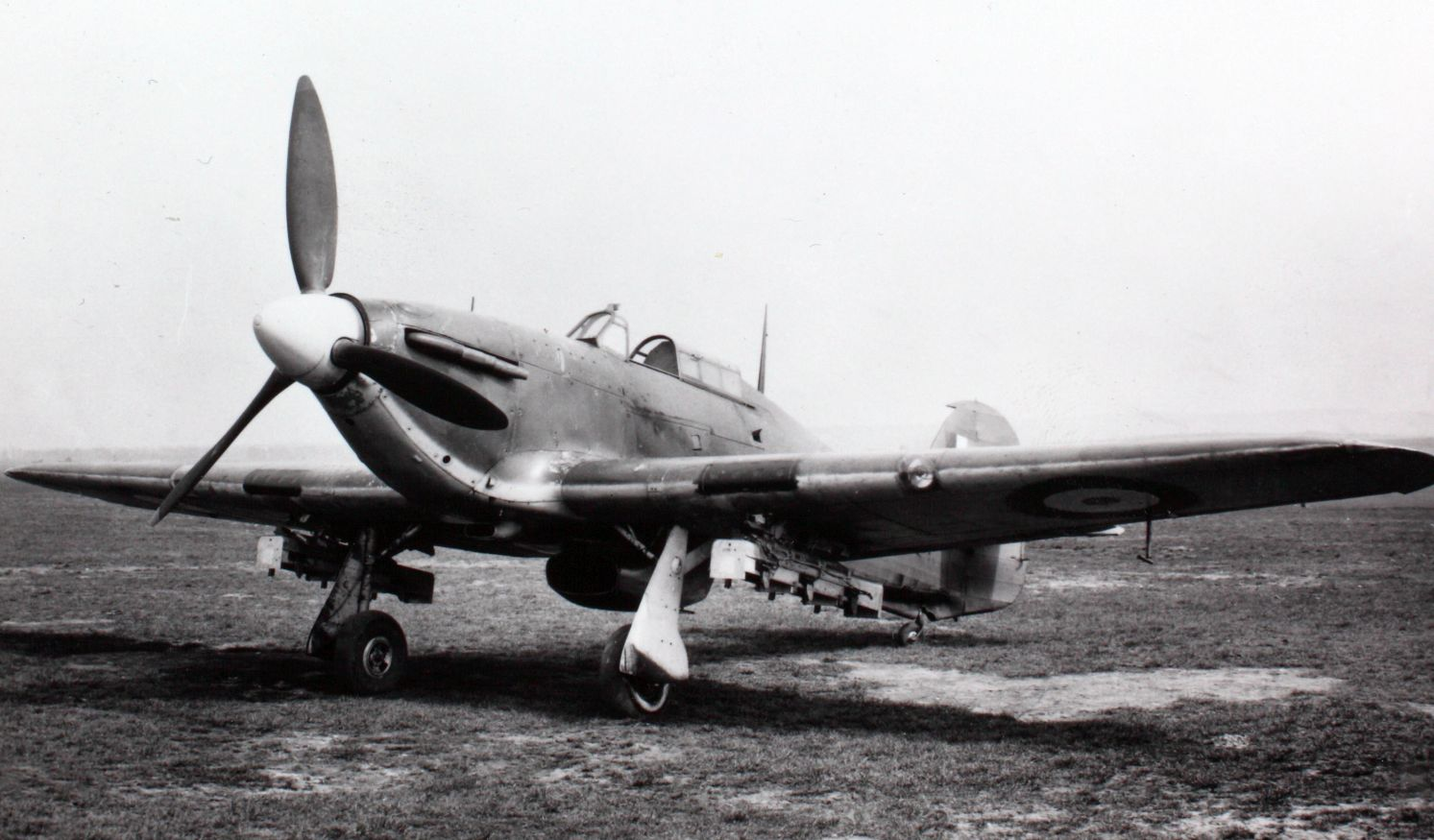
Самолетами Hawker Hurricane 9 мая 1943 года была перевооружена 3-я эскадрилья полка.

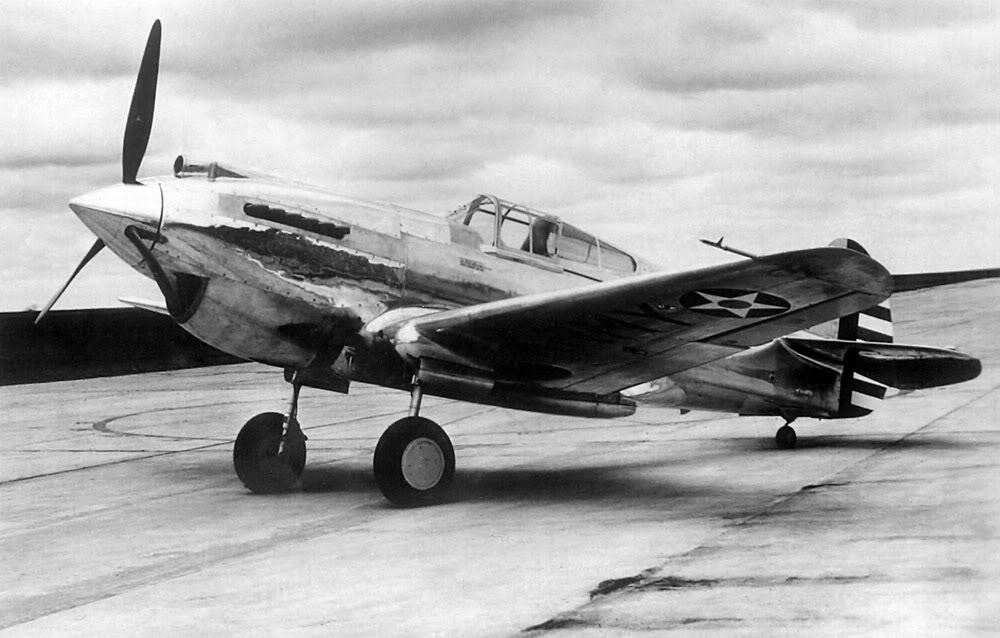
Самолетами Curtiss P-40 (Киттихаук) 12 июня 1943 года была перевооружена 1-я эскадрилья полка.

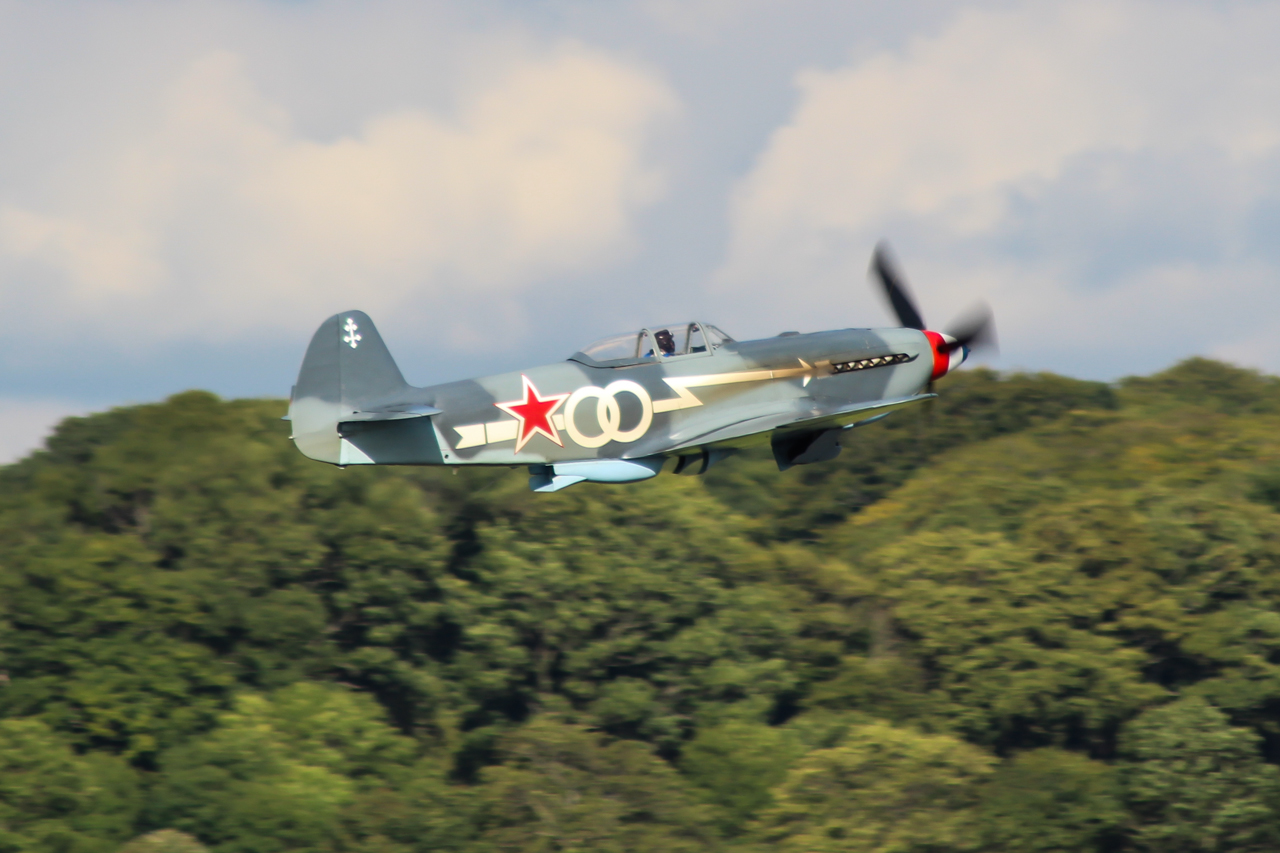
Самолет Як-9 пришел на смену в 1945 году.

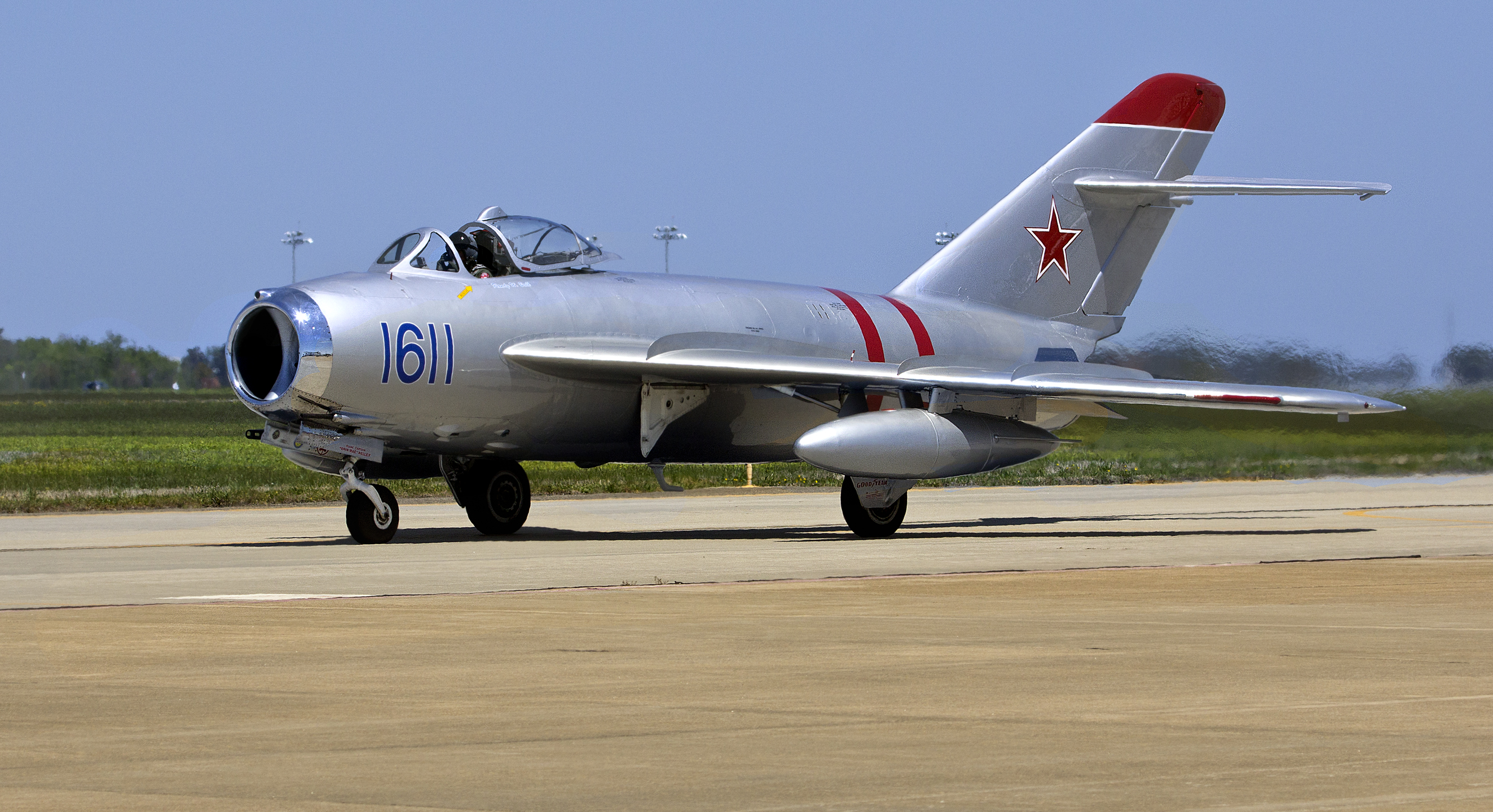
Первые МиГ-15 полк получил в 1951 году, а уже в 1954 году полк получил МиГ-17.

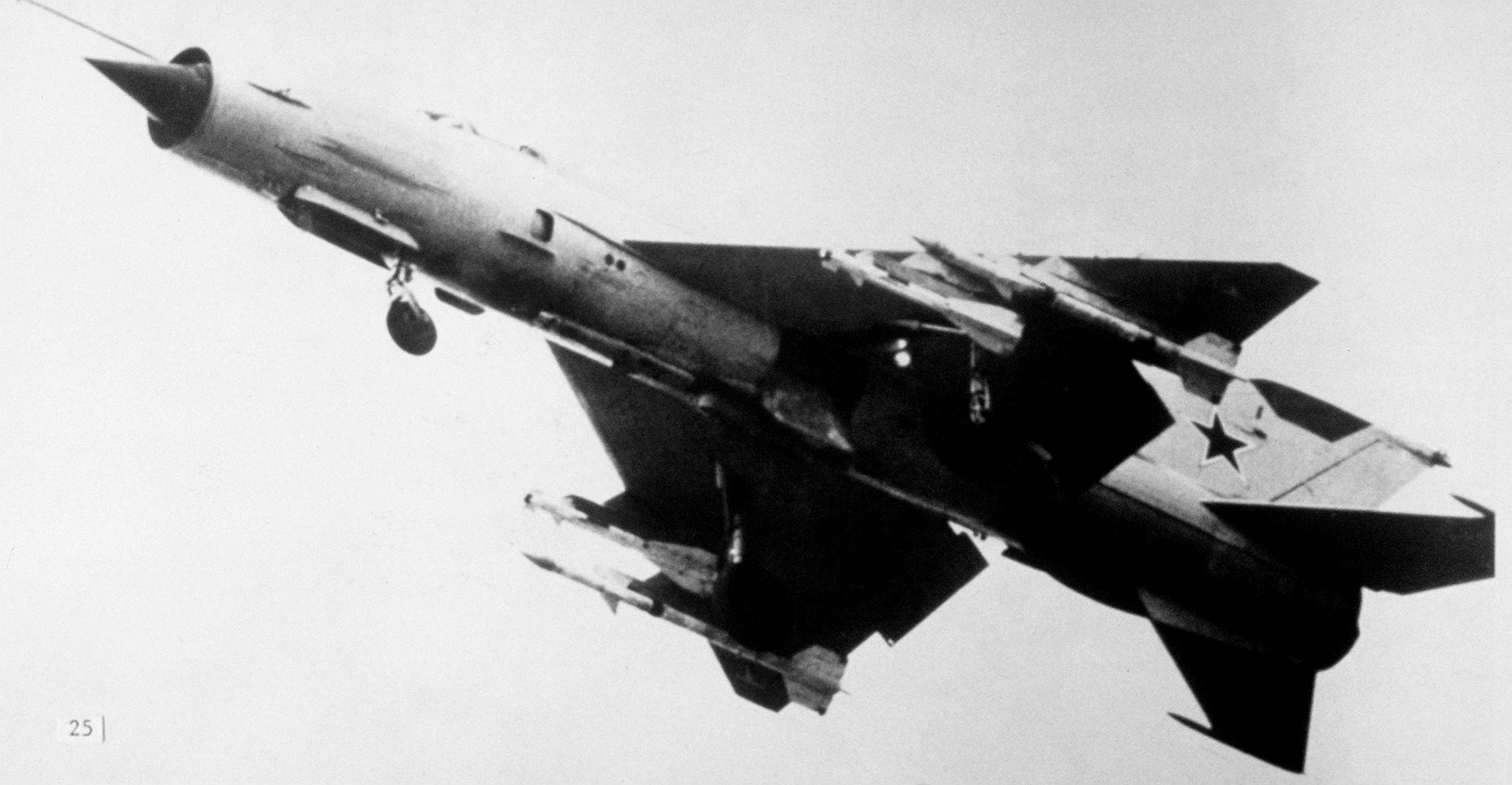
Самолет МиГ-21СМ полк начал осваивать в 1973 году. На таком самолёте был совершен первый реактивный таран.

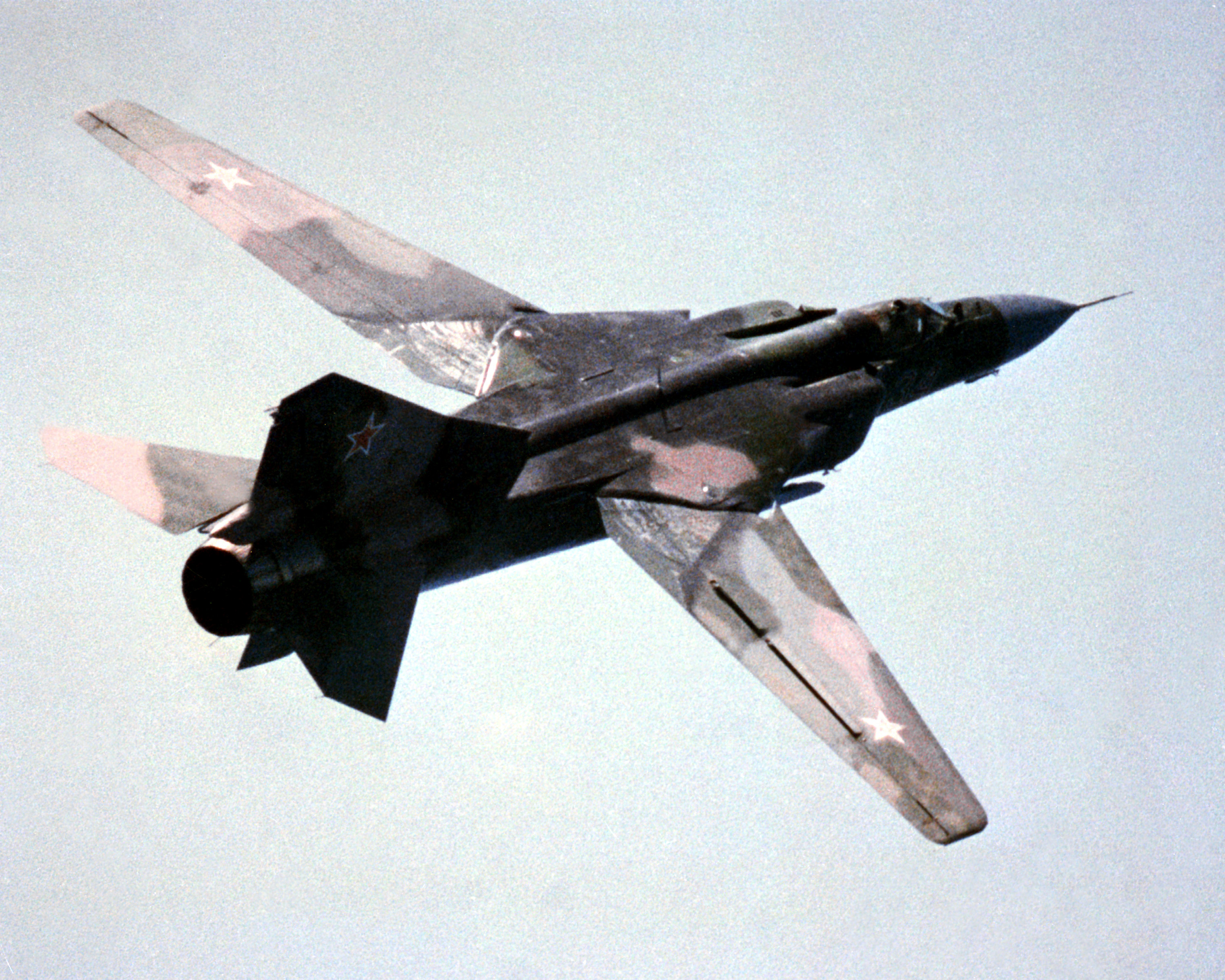
Самолет МиГ-23МЛД стал дальнейшим развитием вооружения полка с 1978 года. На этих типах полк воевал в Афганистане.

## Наименования полка
- 982-й истребительный авиационный полк ПВО[1][2].
- 982-й истребительный авиационный полк[1][2];
- Войсковая часть (полевая почта) 40501[1][2].

## История и боевой путь полка
982-й истребительный авиационный полк сформирован в период с 22 августа по 6 сентября 1942 года в 298-й истребительной авиадивизии ПВО в Тбилиси по штату 015/134 на основе Цнорис-Цхальской военной школы пилотов и 480-го иап на самолётах И-16 и ЛаГГ-3 (2 и 3 эскадрильи матчасти не имели). Наземный состав прибыл из 20-й военной авиационной школы первоначального обучения (ст. Сальяны).
С 15 сентября по 30 ноября 1942 года полк вел боевую работу на самолётах И-16 и ЛаГГ-3 в составе 298-й истребительной авиадивизии ПВО Закавказского района ПВО (оперативно подчинялась командованию Закавказского фронта). 298-я истребительная авиационная дивизия выполняла задачи ПВО промышленных и оборонных объектов, транспортных магистралей и политико-административных центров Закавказья. Полк в составе дивизии принимал участие в битве за Кавказ, в Моздок-Малгобекской и Нальчикско-Орджоникидзевской оборонительных операциях, в ходе которых прикрывал боевые порядки, коммуникации и тыловые объекты войск Закавказского фронта.
1 мая 1943 года 1-я эскадрилья имела в боевом составе самолёты ЛаГГ-3, 2 и 3 аэ — И-16, а 9 мая 3-я эскадрилья перевооружена на английские истребители «Харрикейн». 12 июня 1-я эскадрилья перевооружена на американские истребители «Киттихаук». 29 июня вместе с дивизией полк вошел в состав войск Закавказской зоны ПВО вновь образованного Восточного фронта ПВО. 28 сентября 1-я эскадрилья вновь перевооружена на ЛаГГ-3. С 10 ноября 1943 года по 1 сентября 1944 года 3-я эскадрилья на самолётах «Харрикейн» вела боевую работу в районе Батуми.
В апреле 1944 года в связи с реорганизацией войск ПВО страны вместе с 298-й истребительной авиадивизией ПВО включен в состав войск Закавказского фронта ПВО (образован на базе Закавказской зоны ПВО). День Победы 9 мая 1945 года полк встретил на аэродромах Сухуми (1-я аэ) и Новоалексеевка (Тбилиси).
Всего в составе действующей армии полк находился: с 15 сентября 1942 года по 30 ноября 1942 года, 1-я эскадрилья полка (с 10 ноября 1942 года в составе 35-го истребительного авиаполка) с 15 сентября 1942 года по 30 ноября 1942 года и с 10 ноября 1943 года по 1 сентября 1944 года.
Всего за годы войны полком:
- Совершено боевых вылетов — 459.
- Сбитых самолётов противника нет.

## Командир полка
- майор Михайлов Георгий Николаевич[1], 22.08.1942 — 12.01.1943
- майор, подполковник Чогошвили Акакий Варламович[1], 12.01.1943 — 31.12.1945

## Послевоенная история полка
В сентябре 1945 года полк из расформированной 298-й иад передан в Бакинский истребительный авиационный корпус ПВО. На вооружении имел самолёты Як-9. В марте 1946 года полк вошёл в состав 126-й иад ПВО 21-й воздушной истребительной армии ПВО и перебазировался на аэродром Вазиани возле одноимённого города в Грузии.
В апреле 1949 года в составе 126-й иад передан из 21-й воздушной истребительной армии ПВО в 34-ю воздушную армию Закавказского военного округа. 31 октября 1951 года полк перевооружён на МиГ-15 и вошел в состав 283-й истребительной авиационной дивизии 34-й воздушной армии Закавказского военного округа. С 1950 года полк начал осваивать самолёты МиГ-15, с 1954 — МиГ-17, а с 1962 года — МиГ-21 (МиГ-21СМ с 1973 года). В 1978 году полк получил на вооружение самолёты МиГ-23МЛА и МЛД.
С июня 1985 года по июль 1986 года полк участвовал в Афганской войне силами своей 2-й эскадрильи. Эскадрилья базировалась на аэродроме Кандагар в составе 14 МиГ-23МЛ и МЛД 2 МиГ-23УБ. Командир эскадрильи — заместитель командира полка подполковник Баранов (через полгода его сменил майор Ананьев). После года пребывания в Афганистане 2-ю эскадрилью полка в конце мая 1985 года сменила 1-я эскадрилья под началом подполковника В. И. Новикова.
После распада СССР полк в декабре 1992 года был выведен в составе 283-й истребительной авиационной дивизии в Северо-Кавказский военный округ на аэродром Тамбов, где расформирован.

## Отличившиеся воины
- Елисеев Геннадий Николаевич, капитан, заместитель командира эскадрильи 982-го истребительного авиационного полка 34-й воздушной армии Закавказского военного округа Указом Президиума Верховного Совета СССР от 14 декабря 1973 года за мужество и героизм, проявленные при выполнении задания по пресечению полёта самолёта-нарушителя удостоен звания Героя Советского Союза (посмертно). Капитан Елисеев совершивший первый таран в истории реактивной авиации. Навечно зачислен в списки личного состава 1-й эскадрильи 982-го истребительного авиационного полка.

## Происшествия
- 28 ноября 1973 года, МиГ-21СМ, командир экипажа — заместитель командира эскадрильи капитан Елисеев Г. Н. совершил первый в мире таран на реактивном самолёте, сбил над Азербайджаном иранский самолёт-нарушитель F-4 Phantom II (в некоторых источниках упоминается учебно-боевой T-33 Shooting Star).
- 21 июня 1985 года, МиГ-23МЛД. Афганистан. Потерян в районе Калат, предположительно мог быть сбит зенитным огнём. Лётчик лейтенант Багамед Юсупович Багамедов погиб. Летчик, шедший замыкающим, погиб, а обстоятельства остались невыясненными — его потерю заметили только, когда вторая группа вышла из атаки и ложилась на обратный курс. В боевом порядке молодого и недостаточно опытного летчика, имевшего на счету всего десяток боевых вылетов, поставили замыкающим звена. По всей вероятности, заходя в атаку последним, он попал под усилившийся зенитный огонь. В тот крайне неудачный день потерей МиГа и его летчика жертвы не ограничились: поисковый вертолет, вылетевший на помощь, на подлете к месту падения истребителя попал под огонь ДШК и тоже был сбит. Летчик и штурман Ми-8 успели покинуть машину с парашютами, но борттехник погиб в вертолете[7].
- 8 августа 1985 года, МиГ-23МЛД. Афганистан. Командир звена капитан Владимир Пивоваров. При выполнении БШУ в 90 км северо-западнее Кандагара его самолёт нес два УБ-32 и два УБ-16-57. Никто в эскадрилье с такой подвеской в горах не летал, а комэск Леонид Ананьев однозначно оценивал её, при невысокой эффективности, просто опасной. По всей видимости, летчика из состава той же эскадрильи также подвел малый боевой опыт (это был его 24-й вылет в Афганистане). После залпа ракет самолёт Пивоварова, уже вышедший было из пикирования на высоте 1500 м, потерял скорость и, парашютируя, плашмя ударился о склон горы. Катапультироваться летчик не смог. Возможной причиной могло стать и попадание с земли — находившийся рядом Ми-8, снизившийся для поиска летчика, тут же попал под зенитный обстрел[7].
- 18 октября 1985 года, МиГ-23МЛД. Афганистан. При взлете парой истребители столкнулись в воздухе. Летчику одного из них пришлось покинуть машину в 8 км от аэродрома, самолёт другого сохранил управление, развернулся и выполнил посадку[7].